# 山本大貴 (内野手)
山本 大貴（やまもと ひろき、1994年6月27日 - ）は、兵庫県淡路市出身の元社会人野球選手。
高校通算107本塁打は清宮幸太郎の高校通算111本塁打に抜かれるまで高校通算本塁打歴代最多記録を保持していた。高校通算107本塁打の記録は佐々木麟太郎、清宮に次いで3位の記録である。

## 経歴
兵庫県淡路市出身。淡路市立学習小学校2年生のときから野球を始める。当初は左投げだったが肩を故障したため、右投げに転向している。淡路市立東浦中学校では軟式野球部に所属し、外野手のレギュラーとして2年夏の大会では県ベスト8に入った。
神港学園神港高等学校に進学し、1年生の頃は背番号12をつけながらもセンターを守り、主軸を任されていた。高校2年生で2学年上の伊藤諒介が持つ高校通算94本塁打を更新し、最終的に107本塁打まで記録を伸ばし、清宮幸太郎に抜かれるまで高校通算歴代本塁打記録を保持していた。兵庫県大会5回戦では小・中学時代に同期の近本光司を擁する社高等学校と対戦し自身は3打数無安打に終わり、チームも敗れ、甲子園出場はなかった。
大会終了後はドラフトの候補にも上がったがプロでは通用しないとの思いからプロ志望届を提出せず、高校でのコーチ・北原直也がかつてプレーしていた社会人野球のJR西日本に所属。主に一塁手として出場したが、社会人の球に対応できず、社会人通算で5,6本塁打程度と目立った活躍のないまま4年目の2016年限りで引退した。2017年現在は広島県東広島市のJR西条駅に勤務している。

## エピソード
- 中学校時代に父親を亡くしている[2][4]。
- 小・中学校時代の同級生かつチームメイトに近本光司がおり、保育所時代からの幼馴染だった。中学3年生のときには近本が投手、山本が捕手でバッテリーを組んだこともある[6]。